# Opéra (metrostation)
 For alternative betydninger, se Opéra (flertydig). (Se også artikler, som begynder med Opéra)
Opéra er en station på metrolinjerne 3, 7 og 8 i metronettet i Paris, beliggende på grænsen mellem det 2. og det 9. arrondissement. Hver metrolinje har sin egen dato for, hvornår «dens» station blev åbnet; Linje 3 19. oktober 1904, linje 7 5. november 1910 og linje 8 13. juli 1913. De tre linjer skærer kun hinanden i et punkt, som kaldes en "brønd".
Stationen har fået sit navn efter Opéra Garnier som blev designet af Charles Garnier, og stationen er beliggende for enden af Avenue de l'Opéra. En af indgangene er ret ovenfor operabygningen. Den betjener distriktet omkring boulevard Haussmann. Man kan gå fra Opéra-metrostationen til jernbanestationen Auber via en underjordisk gang, og indirekte er Opéra også forbundet med metrostationen Havre-Caumartin.

## Adgang til metroen
Stationen har i alt fire indgange: to fra Place de l'Opéra, én fra rue Scribe 6 og en fra avenue de l'Opéra 43.

## Trafikforbindelser
- RATP

- Kort over linjeknudepunktet
- En af metrostationens indgange, ved Opéra Garnier